# Sony Ericsson G900
El Sony Ericsson G900 es un Teléfono inteligente perteneciente a la familia "G" [Generation Web], desarrollado por Sony Ericsson. Se anunció el 10 de febrero de 2008 en el Mobile World Congress de Barcelona, España.
Es un Teléfono inteligente de gama media-alta, 3G, con sistema operativo Symbian 9.1 y UIQ 3.0, Wi-Fi, sonido de alta calidad, posee una cámara de 5.0 megapixel, con Autofocus LED, radio FM con RDS, Bluetooth A2DP, WLAN. Con programas y funcionalidades que lo hacen una completa oficina móvil.

## Características
- Tamaño : 106 mm (4,17 pulgadas) largo x 49 mm (1,93 pulgadas) ancho x 13 mm (0,51 pulgadas) alto
- Peso : 99 g (3,49 onzas) con batería.